# Ashley Miller (wrestler)
Ashley Miller (Houston, 17 settembre 1988) è una wrestler e modella statunitense.
È stata sotto contratto con la World Wrestling Entertainment dal 2011 al 2013 dove lottava nel roster di sviluppo NXT con il ring name di Audrey Marie.

## Carriera

### WWE

#### Florida Championship Wrestling (2011 - 2012)
Nel 2011, Ashley Miller firma un contratto di sviluppo con la WWE e viene mandata in FCW per allenarsi. Fa il suo debutto nei tapings del 9 giugno dove lei e Sonia perdono contro AJ e Aksana. Il 30 giugno, combatte il suo primo match singolo, perdendo contro Naomi. Successivamente, perde ancora un 6-diva tag team match insieme a Raquel Diaz e Sonia contro AJ, Kaitlyn e Caylee Turner. All'FCW Summer SlamaRama, partecipa ad una battle royal che però viene vinta da Sonia. Nei tapings dell'11 luglio, lei e Kaitlyn vengono sconfitte da Caylee Turner e Naomi. Un mese dopo, perde un match singolo contro Aksana. Tuttavia, nei tapings del 1º settembre, Audrey Marie sconfigge Aksana e conquista l'FCW Florida Diva's Championship per la prima volta. Nei tapings del 22 settembre, sconfigge la debuttante Leah West. All'FCW Orlando Show, vince un match di coppia insieme a Kaitlyn contro Leah West e Aksana. Nei tapings del 3 novembre, difende il suo titolo dall'assalto di Naomi. Al Tampa Show di novembre, Marie vince un 6-diva tag team match insieme a Cameron Lynn e Naomi contro Caylee Turner, Ivelisse Velez e Raquel Diaz. Il 15 dicembre, dopo aver battuto Caylee Turner in un match singolo, perde il titolo Divas FCW contro la Queen of Florida Raquel Diaz, che unifica così i due allori femminili della federazione. Dopo aver perso il titolo, apre il 2012 con una vittoria vincendo una 6-diva Battle Royal. Nei tapings del 12 gennaio, vince ancora, in coppia con Kaitlyn contro Sofia Cortez e Raquel Diaz. Il 23 febbraio, batte Sofia Cortez in singolo. Nei tapings del 15 marzo, fa coppia con Aiden English ma perdono un match a coppie miste contro Rick Victor e Paige. Il 21 marzo, prova a vincere un Triple Treath Match ma l'incontro lo vince Paige. Soli tre giorni dopo, al Tampa Show, combatte in coppia con la Diva WWE Layla, battendo Paige e Sofia Cortez. Il 3 maggio, vince un match a coppie miste insieme a Jason Jordan contro Paige e Rick Victor. La rivalità con Paige si fa sempre più accesa e le due si affrontano in diversi match, uno vinto dalla Marie per schienamento, uno vinto sempre dalla Marie per squalifica, e l'ultimo il 7 giugno, quando Audrey Marie sconfigge Paige in un No DQ Match. Al Tampa Show del 19 luglio, perde contro Raquel Diaz. Il 1º agosto, a Bull Bash VI, Marie vince una Battle Royal. Dopo la chiusura della FCW, passa al roster di NXT.

#### NXT e licenziamento (2012 - 2013)
Nella puntata di NXT del 1º agosto, Marie fa ufficialmente il suo esordio in WWE, venendo sconfitta da Raquel Diaz. In un house-show del 26 luglio viene battuta da Paige. Il 9 agosto in un episodio di NXT Wrestling, perde contro Tamina Snuka. Due giorni dopo batte la stessa Tamina Snuka con un roll-up. Il 17 agosto ad NXT House show, fa coppia con Emma e vincono contro Skyler Moon e Paige. In un episodio di NXT Wrestling del 20 agosto, effettua un turn heel in un triple threat match perdendo in favore di Skyler Moon, dove includeva anche Emma. Nella puntata di NXT del 5 settembre viene battuta da Paige. L'8 settembre ad NXT House show perde un altro match a tre in favore di Summer Rae, dove includeva anche Paige. Ritorna nella puntata di NXT del 10 ottobre in coppia con Paige, vincendo contro le più quotate Kaitlyn ed Alicia Fox. Il giorno dopo a NXT Wrestling batte Emma. Il 24 ottobre ad un NXT House Show sconfigge Anya. Il giorno dopo perde, in coppia con Paige, contro Alicia Fox e Layla. Nella puntata di NXT del 28 novembre batte Emma. Ritorna il 24 gennaio in un NXT house show, dove insieme a Summer Rae ed Emma, perde contro Paige, Davina Rose e Charlotte. Nella puntata di NXT del 20 febbraio, registrata il 31 gennaio, batte Sasha Banks. Nella puntata di NXT del 6 marzo, in coppia con Aksana e Alicia Fox, perdono contro Naomi, Cameron e Sasha Banks. Nella puntata di NXT del 2 aprile, registrata il 21 marzo, perde insieme a Summer Rae contro le rivali Sasha Banks e Paige. Il 5 aprile, durante la WrestleMania Axxess, perde contro Sasha Banks. Il 6 aprile, durante la WrestleMania Axxess, perde contro Emma. Nella puntata di NXT del 29 maggio, registrata il 2 maggio, perde ancora contro Emma. Il 17 maggio, è stata licenziata dalla WWE.

## Personaggio

### Mosse finali
- The Last Round Up (Spinning headlock elbow drop)
- Swinging side slam

### Musiche d'ingresso
- Toyota 2 degli Hollywood Music (FCW)
- Put Your Boot Down di Aaron Kelley & Skinny Williams (NXT)

## Titoli e riconoscimenti
Florida Championship Wrestling
- FCW Divas Championship (1)